# Decisione per l'esistenza
Decisione per l'esistenza è un saggio del sacerdote cattolico e teologo Luigi Giussani, fondatore del movimento Comunione e Liberazione, pubblicato da Jaca Book nel 1978.

## Storia editoriale
Il testo fu pubblicato per la prima volta nel 1978 e proviene da lezioni tenute da Giussani negli anni precedenti.
Nel 1995 l'editore Rizzoli, che aveva da poco iniziato a pubblicare le opere di Giussani, fece uscire il volume antologico in edizione cartonata Alla ricerca del volto umano che contiene il testo originale di alcuni scritti di Giussani precedentemente pubblicati singolarmente da Jaca Book tra i quali proprio Decisione per l'esistenza, Alla ricerca del volto umano del 1984 (sotto il nuovo titolo Percorso drammatico) e Moralità: memoria e desiderio del 1980. Il volume contiene una introduzione appositamente scritta dall'autore nel febbraio del 1995.

## Edizioni
- Luigi Giussani, Decisione per l'esistenza, 1ª ed., Milano, Jaca Book, Già e non ancora pocket 27, 1978,  p. 76, SBN UBO0324303.
- Decisione per l'esistenza in  Luigi Giussani, Opere (1966-1992), Vol. 2, 1ª ed., Milano, Jaca Book, Già e non ancora 274, 1994,  p. 1256, ISBN 88-16-30274-7.
- Decisione per l'esistenza in  Luigi Giussani, Alla ricerca del volto umano, 1ª ed., Milano, Rizzoli, giugno 1995,  pp. pp. 252, ISBN 88-17-84420-9.
- Decisione per l'esistenza in  Luigi Giussani, Alla ricerca del volto umano, 1ª ed., Milano, Biblioteca Universale Rizzoli, 2007,  p. 252, ISBN 978-88-17-01671-1.